# Агенция за борба с тежката организирана престъпност
Агенцията за борба с тежката организирана престъпност (на английски: Serious Organised Crime Agency), известна още като СОКА, е полицейски орган на Обединеното кралство, който оказва противодействие на организираната престъпност, вкл. търговия на незаконни наркотични вещества, пране на пари, и незаконна емиграция. Основана е официално на 1 април 2006 година при обединяването на няколко служби и отдели, като неин първи генерален директор е Бил Хюз. Щабквартирата се намира в Лондон.